# Feeling This
Singles de Blink-182
I Won't Be Home for Christmas
(2002) I Miss You
(2004)
Pistes de Blink-182
Obvious
(02)
Feeling This est une chanson du groupe Blink-182 qui apparaît sur l'album Blink-182. Sa version single est sortie le 2 octobre 2003. Les paroles ont été écrites conjointement dans deux pièces différentes par le guitariste Tom DeLonge et le bassiste Mark Hoppus.

## Liste des pistes
| Feeling This | Feeling This                   | Feeling This | Feeling This | Feeling This | Feeling This | Feeling This | Feeling This | Feeling This | Feeling This |
| No           | Titre                          | Auteur       | Durée        |              |              |              |              |              |              |
| ------------ | ------------------------------ | ------------ | ------------ | ------------ | ------------ | ------------ | ------------ | ------------ | ------------ |
| 1.           | Feeling This                   | Blink-182    | 2:56         |              |              |              |              |              |              |
| 2.           | Violence                       | Blink-182    | 3:48         |              |              |              |              |              |              |
| 3.           | The Rock Show (Live à Chicago) | Blink-182    | 3:08         |              |              |              |              |              |              |
| 4.           | Carousel (Live à Chicago)      | Blink-182    | 2:55         |              |              |              |              |              |              |
| 12:47        |                                |              |              |              |              |              |              |              |              |

## Collaborateurs
- Mark Hoppus — Chant, Basse
- Tom DeLonge — Chant, Guitare
- Travis Barker — Batterie